# Motoball Club Voujeaucourt
Le Motoball Club Voujeaucourt est un club de moto-ball fondé en 1962.

## Le club
Il s'agit de l'unique club de motoball de Bourgogne Franche-Comté. Dans le Pays de Montbéliard, le club de Voujeaucourt (Doubs) a été crée en 1962,. Les rencontres se déroulent avec une moyenne de 500 à 600 spectateurs.
Depuis mai 2024, le Motoball Club Voujeaucourt opère son virage vers l’électrique et a commencé à remplacer sa flotte de véhicules thermiques par des véhicules électriques.

## Palmarès[5]

### Élite 1
- Championnat de France Elite 1 : 2012, 2015[6]
- Coupe de France : 1981, 2011
- Trophée des Champions Elite 1 : 2012

### Élite 2
- Championnat de France Elite 2 : 1976, 1979, 1980, 1981
- Trophée de France : 1979, 2018

### U18
- Aucun titre national